# Новое Дуваново
Но́вое Дува́ново (тат. Яңа Дуван) — деревня в Дрожжановском районе Республики Татарстан, в составе Алешкин-Саплыкского сельского поселения.

## География
Деревня находится на реке Малая Цильна, в 14 км к северо-востоку от села Старое Дрожжаное. Вдоль села проходит автомобильная дорога регионального значения «Трасса "Казань - Ульяновск" — Старое Дрожжаное».

## История
Известно с XVIII века.
До 1860-х годов жители относились к категории удельных (до 1797 года – дворцовые) крестьян. Их основные занятия в этот период – земледелие и скотоводство, был распространен лесопильный промысел.
В начале XX века в деревне функционировали мечеть, медресе. В этот период земельный надел сельской общины составлял 645,9 десятины.
В 1930 году в деревне организован колхоз «Кзыл байрак», с 2015 года земли деревни в хозяйственном управлении ООО «Агрофирма им. П.В.Дементьева».
С 1920 года в составе Буинского кантона ТАССР. С 10 августа 1930 года в Дрожжановском, с 1 февраля 1963 года в Буинском, с 30 декабря 1966 года в Дрожжановском районах.

## Население
| 1859 | 1897 | 1913 | 1920 | 1926 | 1938 | 1949 | 1958 | 1970 | 1979 | 1989 | 2002 | 2010 | 2018 |
| ---- | ---- | ---- | ---- | ---- | ---- | ---- | ---- | ---- | ---- | ---- | ---- | ---- | ---- |
| 301  | 352  | 396  | 419  | 420  | 379  | 318  | 216  | 431  | 427  | 120  | 98   | 92   | 100  |

Национальный состав села: татары.

## Экономика
Жители села работают преимущественно в ООО «Агрофирма им. П.В.Дементьева», занимаются растениеводством, мясо-молочным скотоводством.

## Религиозные объекты
Мечеть.